# Lysekil (comune)
Lysekil è un comune svedese di 14 570 abitanti, situato nella contea di Västra Götaland. Il suo capoluogo è la cittadina omonima.

## Località
Nel territorio comunale sono comprese le seguenti aree urbane (tätort):
- Lysekil
- Brastad
- Rixö
- Brodalen
- Fiskebäckskil

## Amministrazione

### Gemellaggi
- Tvedestrand
- Hirtshals
- Hirvensalmi